# Francesco Fontana
Francesco Fontana (Nápoles, c. 1585-Nápoles, julio de 1656) fue un abogado (Universidad de Nápoles) y astrónomo italiano.

## Semblanza
Fontana grabó xilografías representando la Luna y los planetas según los veía a través de un telescopio construido por él mismo. En 1646 publicó la mayoría de estos grabados en el libro titulado "Novae coelestium terrestriumq[ue] rerum observationes, et fortasse hactenus no vulgatae". En 1645 declaró haber observado un satélite de Venus (aunque Paul Stroobant demostró en 1887 que todas las observaciones similares no fueron relacionadas con un presunto satélite de Venus).
(Nota: Véase Donato Creti, con pinturas de planetas del siglo siguiente.)

## Microscopio
Fontana también reclamó la invención del microscopio compuesto (dos o más lentes en un tubo) en 1618, pero la invención es generalmente atribuida a uno de estos tres (o incluso a otros distintos) fabricantes de lentes holandeses: Cornelius Drebbel, Zacharias Janssen (o Zansz) o su padre, Hans Zansz.

## Eponimia
- El cráter lunar Fontana y el cráter marciano Fontana están nombrados en su honor.